# Argentino Molinuevo
Argentino Macedonio Molinuevo (Buenos Aires, 20 de mayo de 1911-Buenos Aires, 1 de junio de 2006) fue un jinete argentino que compitió en la modalidad de salto ecuestre. Ganó dos medallas de plata en los Juegos Panamericanos, en los años 1951 y 1955.

## Palmarés internacional
| Juegos Panamericanos | Juegos Panamericanos      | Juegos Panamericanos | Juegos Panamericanos |
| Año                  | Lugar                     | Medalla              | Categoría            |
| -------------------- | ------------------------- | -------------------- | -------------------- |
| 1951                 | Buenos Aires (Argentina)  | Medalla de plata     | Por equipos          |
| 1955                 | Ciudad de México (México) | Medalla de plata     | Por equipos          |